# Iracema Meu Grande Amor
A SRCES Iracema Meu Grande Amor é uma escola de samba da cidade de São Paulo, fundada no ano de 1989 por João Carlos, o Neno.
Seu nome foi inspirado no próprio bairro, o Jardim Iracema, onde a escola faz seus ensaios ate hoje. Suas cores são o verde, vermelho, branco, marrom e preto e seu símbolo maior é a Índia Iracema.

## História
A ideia de fundar uma nova escola de samba no distrito da Brasilândia, zona norte de São Paulo, aumentou no final da década de 80, logo após a ida da Rosas de Ouro para a Freguesia do Ó.
Assim, no dia 25 de novembro de 1989, ostentando o nome de um dos bairros do distrito, foi oficializada e fundada a Sociedade Recreativa e Cultural Escola de Samba Iracema Meu Grande Amor, liderada pelo seu primeiro presidente, João Carlos de Oliveira, o Neno.
De início, nos anos de 1991 a 1993, a escola passou por grupos de seleção da UESP, onde obteve em destaque um vice-campeonato no ano de 1993. Assim, com boas colocações durante dois anos consecutivos, a escola não demorou muito e faturou o título do grupo 4 no ano de 1995 com o enredo, “Nelson Gonçalves (O Cantor das Multidões) - A Boêmia Também Mora no Iracema”. De 1996 a 2000 a escola com enredos sobre cultura popular alternou no grupo  2 e 3 com colocações entre o 6º lugar até ao 11º.
De 2001 a 2003 a escola falou de figuras marcantes da cultura brasileira tais como: Luís Gonzaga, Chico Mendes e Inezita Barroso. Esta época foi muito importante para escola, onde conseguiram colocações de destaque no carnaval da Uesp e também patrocínio e ajuda da TV Cultura para fazerem o enredo sobre a Inezita que até então apresentava o programa Viola, Minha Viola.
Em 2004 a escola embalada por ótimas campanhas e em meio aos 450 anos da cidade de São Paulo, exibe um enredo falando de um dos pontos mais importantes da Freguesia do Ó, isto é, uma homenagem ao Largo da Matriz com o enredo: “Ó Freguesia, Seu Largo da Matriz... E a Cidade aos Seus Pés”. Este carnaval foi marcado e assinado pelo carnavalesco Fábio Parra. Outro fato importante deste ano foi a despedida de ate então presidente João Carlos de Oliveira, que saiu da agremiação.
Assim, no carnaval de 2005, sob o comando de Joceli Aparecida de Oliveira, e tendo como carnavalesco Tito Arantes (ex - Rosas de Ouro), a agremiação fez uma linda homenagem a um sambista paulistano. Com o enredo “Eduardo Basílio, Rosas da Brasilândia Para Você!”, a escola contou a história de Eduardo Basílio um mito no samba paulistano que deu origem a Sociedade Rosas de Ouro. Nesse ano a entidade não teve muito sucesso e acabou ficando na 6º colocação.
No ano de 2006, o carnaval da escola começou com várias mudanças na diretoria, sob o comando do presidente Antônio Cândido dos Santos (O Toninho do Resgate como é assim chamado), houve uma grande reformulação em todos os departamentos da escola. Toninho até então era um morador do bairro apaixonado pelo samba, velha guarda no Rosas de Ouro e homem de confiança do ex-presidente, que na qual Antônio sempre veio a ajudar. Assim, com o desafio de voltar a fazer grandes carnavais, o novo mandatário do Iracema sobe olhares de muita gente da comunidade, entrou na avenida com o enredo “Na Batida do Tambor”, onde a escola voltou a sonhar e conseguiu acesso ao grupo 2 da UESP.
Em 2007, com o enredo “Maravilha Bela”, fazendo uma homenagem a cidade de Ilhabela, a escola fez um dos seus melhores carnavais, tendo como palco o Autódromo e Interlagos, onde ficaram na 4º colocação poucos a poucos pontos de obter uma inédita classificação para o grupo 1 da Uesp.
Em 2008 em comemoração aos 120 anos da abolição negra, as escolas da UESP tinham um desafio. Fazer enredos referentes a cultura negra. Onde a comunidade da escola optou em contar a história de Chico Rei, com o enredo “O Rei Negro em Ouro Preto”. Nesse ano a escola estava de carnavalesco novo, Eduardo Zonta destaque da Sociedade Rosas de Ouro assinou o carnaval em que na qual o mesmo vinha preparando uma grande festa. A agremiação vinha até então sendo apontada como uma das favoritas ao título do grupo 2, porém tendo adversidades antes do desfile como o desaparecimento de alas, sapatilhas e até comissão de frente, a agremiação veio a perder 104,00 pontos e retornou ao grupo 3 da Uesp. O Destaque deste ano foi o imenso abre-alas apresentado.
Em 2009, com um enredo assinado novamente por Eduardo Zonta, a escola contou e clamou pela preservação da Mata Atlântica com o enredo “Iracema guerreira vem defender a Mata Atlântica”. Patrimônio da Humanidade. Com uma grande evolução da ala de crianças, com um samba contagiante, e a estreia do experiente Mestre Sala Pascoal, a escola perdeu nota em harmonia, evolução e comissão de frente, ficando assim na 7º colocação ofuscando o planejamento de toda diretoria.
Em 2010, com o enredo assinado pela última vez por Eduardo Zonta, a escola seguiu na trilha em falar da preservação ambiental e apresentou “Água, Vamos proteger a Fonte de Vida”, com um samba interativo e o cantado com força por seus componentes, a agremiação perdeu pontos em enredo e fantasia, o que fui crucial para a 4º colocação e a permanência no grupo 3.
Em 2011, a escola fez um dos seus melhores carnavais, sobre a estreia do carnavalesco consagrado em escolas de Indaiatuba e Bauru, Jorge Santtana junto a seu amigo consagrado em carnavais de Portugal Paulo Burian (ex- Camisa Verde), a comunidade preparou um ótimo carnaval. Os destaques deste ano foram a estreia do interprete André Nobre a frente do microfone, do novo casal de mestre sala Pinto (atualmente no Vai-Vai) e Tauany (filha do presidente e porta bandeira do Rosas de Ouro), e o samba de Zeca do Cavaco (consagrado na ala de compositores da Vai-Vai) ao lado de Marcelo Veronez. A escola cantou a história da cerveja na humanidade onde por fim a escola amargou uma 4º colocação que a deixou no mesmo grupo 3.
Em 2012, com menores pretensões e um grupo muito concorrido a escola contou com uma grande estrela do samba paulistano a frente dos seus microfones, Kiko, conhecido por ser compositor e vocalista do grupo tradicional Originais do Samba, onde o mesmo foi quem conduziu a evolução da escola. Outra novidade deste ano foi a estreia do mestre de bateria Pio. Assim, com enredo “Divina Mistura, Samba e Feijoada”, ficaram na 11º colocação vindo a ser virtualmente rebaixada. Mas após a várias polêmicas com suspeita de rasura de notas, a escola junto a Portela Zona Sul e Estação Invernada garantiram o direito de permanecer no grupo 3 da Uesp.

## Segmentos

### Presidentes
| Nome                                            | Mandato          | Ref.        |
| ----------------------------------------------- | ---------------- | ----------- |
| Joceli Ap. Oliveira                             | 2005             |             |
| Antônio Candido dos Santos "Toninho do Resgate" | 2006 -atualidade | [ 1 ] [ 2 ] |

### Diretores
| Ano  | Diretor de Carnaval | Diretor geral de Harmonia | Mestre de bateria      | Ref.  |
| ---- | ------------------- | ------------------------- | ---------------------- | ----- |
| 2014 | Rodrigo Dias        | Caio                      | Mestre Tikinho         | [ 3 ] |
| 2015 | Mariana Sabino      | Caio                      | Tikinho                | [ 4 ] |
| 2016 | Rodrigo Dias        | Luizinho                  | Edgar                  | [ 2 ] |
| 2017 | Rodrigo Dias        | Luizinho                  | Mestre Junior e Thiago |       |
| 2018 | Rodrigo Dias        | Comissão de Harmonia      | Mestre Junior          |       |

### Coreógrafo
| Ano       | Nome              | Ref.        |
| --------- | ----------------- | ----------- |
| 2014-2017 | Guilherme Almeida | [ 4 ] [ 2 ] |

### Casal de Mestre-Sala e Porta-Bandeira
| Anos | 1° Casal Mestre Sala e Porta Bandeira | 2° Casal Mestre Sala e Porta Bandeira | Ref.  |
| ---- | ------------------------------------- | ------------------------------------- | ----- |
| 2014 | Douglas Willian e Pamela Sousa        | Leandro Lopes e Tauany Sabino         |       |
| 2015 | Douglas Willian e Pamela Sousa        | Paulo Henrique e Tauany Sabino        |       |
| 2016 | Leandro Lopes e Tauany Sabino         | Caue e Ianca                          | [ 2 ] |
| 2017 | Rafael Fernando e Tauany Sabino       | Wendel Viegas e Mariana Nastri        |       |
| 2018 | Jeff Antony e Tauany Sabino           |                                       |       |
| 2019 | Matheus Machado e Beatriz Dias        | Jose Roberto e Judite Benites         | [ 4 ] |

## Destaques da Escola
- Ala das Crianças e grande evolução.
- Barracão, possui um grande lugar para fazerem alegorias. Escolas como Pérola Negra,Prova de Fogo, TUP entre outros já fizeram seus carros lá.
- Os sambas que a escola apresentada todo o ano é avo de elogias pela crítica paulistana.
- Bateria: Já foi eleita a melhor de 2010. Do ano de 2008 a 2011 obteve a nota máxima.
- Alegorias: A escola com exceção do último carnaval, apresenta a cada ano, boas alegorias, tendo sempre como cuidado o acabamento e detalhes.

## Prêmios
- Melhor bateria do grupo 3 do carnaval 2010.
- Passista de Ouro no carnaval 2011. (Testa, que também foi responsável pela comissão de frente).
- Troféu No Mundo do Samba, como a comunidade samba no pé no ano de 2011.
- Troféu Universo do Carnaval 2016 - 3° Melhor Conjunto do Grupo 3.

## Personalidades Importantes
- Interprete e compositor Alcides (Zague) permaneceu na escola de 1991 a 1997. Faleceu em 7 de setembro de 2008.

- Interprete e compositor Kiko Melodia que permaneceu na escola de 2008 a 2010 e hoje atua na ala de compositores da Mocidade Alegre.
- Interprete Bezerra Caxambu, consagrado em várias escola.
- Marcelo Veronez, cantor e ídolo dos motoboys do Brasil, vêm sendo divulgador em programas como o do Jô, por suas canções. Marcelo tem sambas de 2007 até o ano de 2012, consecutivamente.
- Pingo e Pascoal, mestre salas consagrados em São Paulo por Vai-Vai e Rosas de Ouro.
- Carnavalescos como Paulo Burian, Fábio Parra e Tito Arantes, onde os mesmos são consagrados no samba paulistano.

## Carnavais
| Ano  | Colocação | Grupo | Enredo | Carnavalesco | Ref           |
| ---- | --- | --- | --- | --- | ------------- |
| 1991 | 8º lugar | Seleção B | Tudo é Brincadeira | Comissão de Carnaval                                                                                                   |               |
| 1992 | 7º lugar | Seleção B | Adoniram Barbosa- O Poeta dos Paulistanos                                                                              | Comissão de Carnaval                                                                                                   |               |
| 1993 | Vice Campeã | Seleção A | S.O.S Natureza - Paraíso Ameaçado                                                                                      | Comissão de Carnaval                                                                                                   |               |
| 1994 | 4º lugar | 4-UESP | Alegria, Alegria. O Circo Chegou                                                                                       | Comissão de Carnaval                                                                                                   |               |
| 1995 | Campeã | 4-UESP | Nelson Gonçalves(O Cantor das Multidões) - A Boêmia Também Mora no Iracema                                             | Neno e Pulga |               |
| 1996 | 6º lugar | 3-UESP | De Cachoeiro do Itapemirim ao Iracema                                                                                  | Comissão de Carnaval Neno, Sombra e Pulga                                                                              |               |
| 1997 | 8º lugar | 3-UESP | O Rei e os Três Espantos de Debret - Um Artista Francês                                                                | Neno |               |
| 1998 | 11º Lugar | 2-UESP | Tributo ao Pagode (Vira e Mexe)                                                                                        | Dirceu Lopes e Luiz Fernando                                                                                           |               |
| 1999 | 4º lugar | 3-UESP | Aqui Tudo Acaba em Samba                                                                                               | Comissão de Carnaval                                                                                                   |               |
| 2000 | 7º lugar | 3-UESP | Tributo aos Negros e Suas Artes                                                                                        | Luizinho Bispo |               |
| 2001 | 5º lugar | 3-UESP | Luis Gonzaga: O Rei do Baião                                                                                           | Nilson Punk |               |
| 2002 | Vice Campeã | 3-UESP | Chico Mendes, A Vida por um Ideal                                                                                      | Nilson Punk |               |
| 2003 | 11º Lugar | 2-UESP | Inezita Barroso, Viola Minha Viola                                                                                     | Nilson Punk e Ivanir                                                                                                   |               |
| 2004 | 3º lugar | 3-UESP | Ó Freguesia, Seu Largo da Matriz... E a Cidade aos Seus Pés                                                            | Fábio Parra |               |
| 2005 | 6º lugar | 3-UESP | Eduardo Basílio, Rosas da Brasilândia Para Você!                                                                       | Tito Arantes |               |
| 2006 | 4º lugar | 3-UESP | Na Batida do Tambor | Comissão de Carnaval                                                                                                   |               |
| 2007 | 4º lugar | 2-UESP | Maravilha Bela | Comissão de Carnaval                                                                                                   |               |
| 2008 | 13º Lugar | 2-UESP | O Rei negro em Ouro Preto                                                                                              | Eduardo Zonta |               |
| 2009 | 7º lugar | 3-UESP | Iracema guerreira vem defender a Mata Atlântica. Patrimônio da Humanidade                                              | Eduardo Zonta |               |
| 2010 | 4º lugar | 3-UESP | Água,Vamos proteger a fonte de vida                                                                                    | Eduardo Zonta |               |
| 2011 | 4º lugar | 3-UESP | Samba, folia. O combustível da alegria                                                                                 | Jorge Santtana |               |
| 2012 | 11º lugar | 3-UESP | Divina Mistura, Samba e feijoada                                                                                       | Comissão de Carnaval                                                                                                   | [ 1 ]         |
| 2013 | 4º lugar | 3-UESP | 2013 - Deu 13! E o mundo não acabou nem jamais acabará!... Intérprete:Rodrigo Bola                                     | William Oliveira |               |
| 2014 | 3º lugar | 3-UESP | Do Império Males a Iracema. Quem não pode com mandinga, não carrega patuá Intérprete:Rodrigo Bola                      | Comissão de Carnaval                                                                                                   | [ 3 ] [ 5 ]   |
| 2015 | 12º Lugar | 2-UESP | Mandela. Um Filho da África Intérprete:Rodrigo Bola                                                                    | Comissão de Carnaval                                                                                                   | [ 4 ]         |
| 2016 | 4º lugar | 3-UESP | Da África ao Brasil. O batuque nosso de cada dia                                                                       | Comissão de Carnaval (Rodrigo Dias, Mariana Sabino e Christian Fonseca)                                                | [ 6 ]         |
| 2017 | 5º lugar | 3-UESP | Iracema em um Santuário de Fé                                                                                          | Fernando Santos |               |
| 2018 | 10º lugar | 3-UESP | Carukango, Axé Grande Quilombo… Príncipe Guerreiro                                                                     | Fernando Santos | [ 7 ]         |
| 2019 | 12º Lugar | 3-UESP | As Andanças de um Conselheiro em um Lamento Sertanejo                                                                  | Carlos Marques | [ 8 ]         |
| 2020 | 11° Lugar | Acesso 2 de Bairros | Sou Iracema, sou brasileiro, vou festejar!                                                                             | Ali Ricardo | [ 9 ]         |
| 2021 | Inicialmente adiados para o mês de julho, os desfiles do Carnaval 2021 foram cancelados devido a pandemia de Covid-19. | Inicialmente adiados para o mês de julho, os desfiles do Carnaval 2021 foram cancelados devido a pandemia de Covid-19. | Inicialmente adiados para o mês de julho, os desfiles do Carnaval 2021 foram cancelados devido a pandemia de Covid-19. | Inicialmente adiados para o mês de julho, os desfiles do Carnaval 2021 foram cancelados devido a pandemia de Covid-19. | [ 10 ]        |
| 2022 | 12º Lugar | Acesso 3 de Bairros | No esplendor de uma comunidade sou iracema, sou vida, futebol e samba                                                  | | [ 11 ] [ 12 ] |
| 2023 | 12º Lugar | Acesso 3 de Bairros | Iracema guerreira nas terras de Baobá                                                                                  | | [ 13 ]        |